# Port lotniczy Locarno
Port lotniczy Locarno – szwajcarski port lotniczy położony w miejscowości Locarno, w kantonie Ticino.